# Radula kegelii
Radula kegelii là một loài rêu trong họ Radulaceae. Loài này được Gottsche ex Stephani mô tả khoa học đầu tiên năm 1884.